# Liste der Biografien/Fischer, L
Liste der Biografien |
Portal Biografien |
L Personensuche
# |
A |
B |
C |
D |
E |
F |
G |
H |
I |
J |
K |
L |
M |
N |
O |
P |
Q |
R |
S |
T |
U |
V |
W |
X |
Y |
Z |
?
 
Fa |
Fe |
Ff |
Fh |
Fi |
Fj |
Fk |
Fl |
Fm |
Fn |
Fo |
Fr |
Ft |
Fu |
Fy
 
Fia |
Fib |
Fic |
Fid |
Fie |
Fif |
Fig |
Fih |
Fii |
Fij |
Fik |
Fil |
Fim |
Fin |
Fio |
Fip |
Fiq |
Fir |
Fis |
Fit |
Fiu |
Fiv |
Fix |
Fiz
 
Fisa |
Fisb |
Fisc |
Fise |
Fish |
Fisi |
Fisk |
Fisl |
Fism |
Fiso |
Fisq |
Fiss |
Fist |
Fisu |
Fisz
 
Fisce |
Fisch |
Fiscu
 
Fischa |
Fischb |
Fischd |
Fische |
Fischg |
Fischh |
Fischi |
Fischl |
Fischm |
Fischn |
Fischo |
Fischt
 
Fisched |
Fischel |
Fischen |
Fischer |
Fischet
 
Fischer, A |
Fischer, B |
Fischer, C |
Fischer, D |
Fischer, E |
Fischer, F |
Fischer, G |
Fischer, H |
Fischer, I |
Fischer, J |
Fischer, K |
Fischer, L |
Fischer, M |
Fischer, N |
Fischer, O |
Fischer, P |
Fischer, R |
Fischer, S |
Fischer, T |
Fischer, U |
Fischer, V |
Fischer, W |
Fischer, X |
Fischer, Y |
Fischer, Z |
Fischera |
Fischerk |
Fischerm |
Fischern |
Fischero
Die Liste der Biografien führt alle Personen auf, die in der deutschsprachigen Wikipedia einen Artikel haben. Dieses ist eine Teilliste mit 66 Einträgen von Personen, deren Namen mit den Buchstaben „Fischer, L“ beginnt.

## Fischer, L

### Fischer, La
- Fischer, Laila Salome (* 1987), deutsche Opernsängerin (Sopran)
- Fischer, Lars (* 1978), deutscher Chemiker und Journalist
- Fischer, László (* 1962), ungarischer Skispringer
- Fischer, Laura (* 1998), österreichische Journalistin und Buchautorin
- Fischer, Laurent (1855–1913), deutscher Politiker
- Fischer, Laurenz Hannibal (1784–1868), deutscher Politiker, Birkenfelder Regierungspräsident (1831–1848)
- Fischer, Laurenz Wilhelm (1810–1866), deutscher Rechtsanwalt und Politiker

### Fischer, Le
- Fischer, Lea (* 1998), Schweizer Skilangläuferin
- Fischer, Leander (* 1992), österreichischer Schriftsteller
- Fischer, Lena (1906–1985), deutsche Kommunistin und Widerstandskämpferin gegen den Nationalsozialismus
- Fischer, Leni (1935–2022), deutsche Pädagogin und Politikerin (CDU), MdB
- Fischer, Leo (1855–1895), österreichischer Dichter und Sprachwissenschaftler
- Fischer, Leo (1933–2009), Schweizer Unternehmer
- Fischer, Leo (* 1981), deutscher Schriftsteller
- Fischer, Leonhard (* 1963), deutscher ManagerLeonhard Fischer (* 1963)

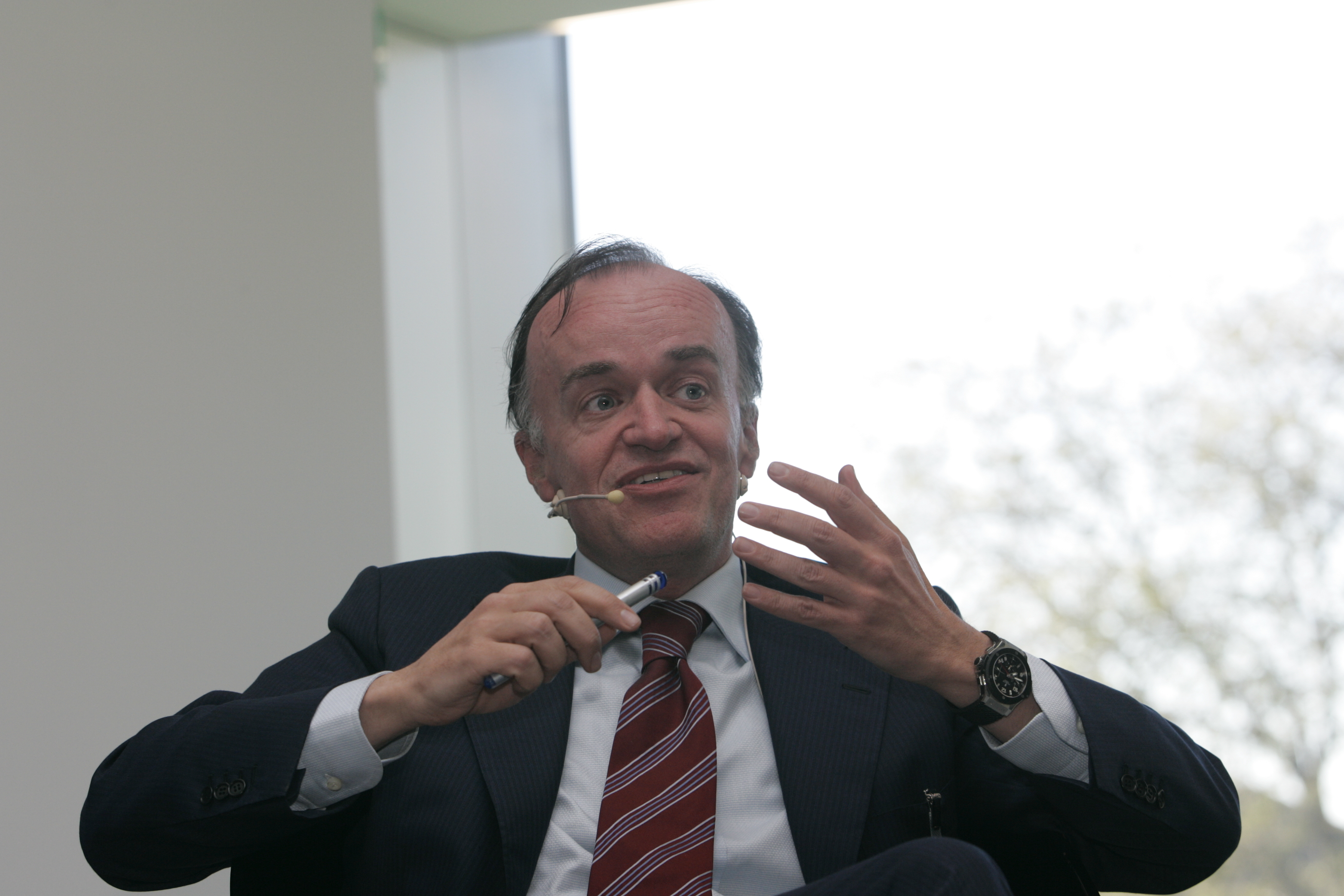
Leonhard Fischer (* 1963)

- Fischer, Leonz (1874–1953), Schweizer Politiker (CVP)
- Fischer, Leopold (1853–1927), deutscher Kaufmann, Manager und Politiker
- Fischer, Leopold (1901–1975), österreichischer Architekt
- Fischer, Leopold (1903–1982), österreichischer Weinbauer und Politiker (ÖVP), Abgeordneter zum Nationalrat

### Fischer, Li
- Fischer, Liesel (1919–2000), deutsche Malerin und Grafikerin
- Fischer, Lili (* 1947), deutsche Künstlerin (Zeichnung, Fotografie, Performance)
- Fischer, Lisa (* 1958), US-amerikanische Sängerin, Songwriterin und zweifache Grammy-PreisträgerinLisa Fischer (* 1958)

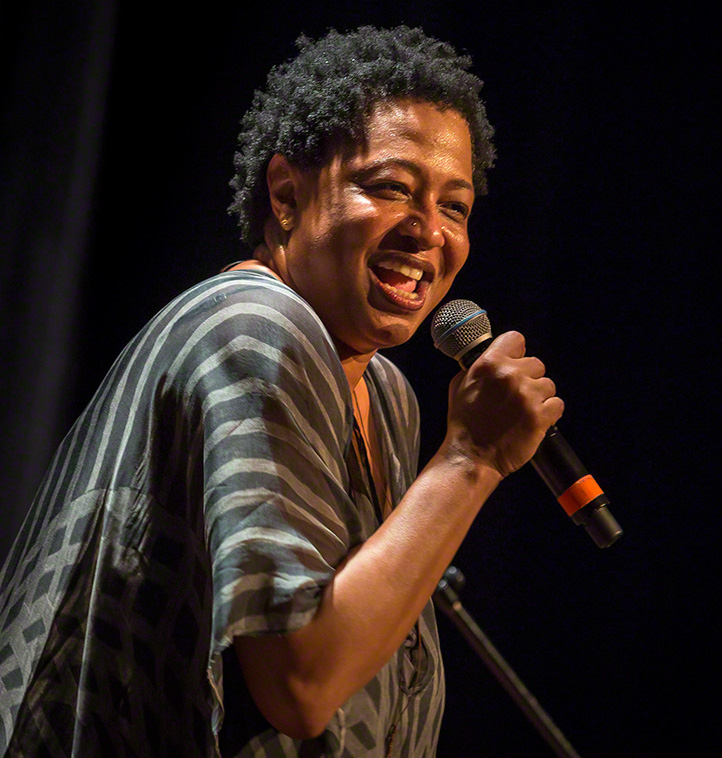
Lisa Fischer (* 1958)

- Fischer, Lisa (* 1959), österreichische Kulturhistorikerin
- Fischer, Lisa (* 1993), deutsche Radrennfahrerin
- Fischer, Lisa-Marie (* 1991), deutsche Sängerin und Songwriterin
- Fischer, Lisy (1900–1999), Schweizer Pianistin

### Fischer, Lo
- Fischer, Lone (* 1988), deutsche Handballspielerin
- Fischer, Lore (1908–1991), deutsche Sängerin (Alt), Geigerin und Musikpädagogin
- Fischer, Lorenz (1934–2024), deutscher Fußballspieler
- Fischer, Lorenz (* 1944), deutscher Soziologe und Sozialpsychologe
- Fischer, Lorenz Andreas (* 1966), Schweizer Fotograf
- Fischer, Lothar (1932–2025), deutscher Kunsthistoriker, Schriftsteller, Journalist und Zeichner
- Fischer, Lothar (1933–2004), deutscher Bildhauer
- Fischer, Lothar (1942–2013), deutscher Politiker (SPD), MdB
- Fischer, Lothar (* 1948), deutscher Jurist, Richter am Bundesfinanzhof a. D.
- Fischer, Lothar (* 1955), deutscher Richter und Hochschullehrer
- Fischer, Louis (1784–1845), französisch-deutscher Offizier, Maler, Bildhauer, Elfenbeinschnitzer und Lithograf
- Fischer, Louis (1896–1970), US-amerikanischer Journalist und Buchautor
- Fischer, Louis-Bernard (1810–1873), deutscher Gartenarchitekt und Architekt
- Fischer, Louise, Theaterschauspielerin

### Fischer, Lu
- Fischer, Lucas (* 1990), Schweizer Geräteturner
- Fischer, Lucie (1926–2018), deutsche Politikerin (SED), MdV
- Fischer, Lucien (* 1933), französischer Ordensgeistlicher, Apostolischer Vikar von Iles Saint-Pierre et Miquelon
- Fischer, Ludger (* 1957), deutscher Politologe und Kunsthistoriker
- Fischer, Ludolph (1900–1972), deutscher Tropenmediziner sowie Hochschullehrer
- Fischer, Ludwig (1745–1825), deutscher Opernsänger
- Fischer, Ludwig (1828–1907), Schweizer Botaniker
- Fischer, Ludwig (1877–1962), Schweizer Germanist, Lehrer und Dialektologe
- Fischer, Ludwig (1890–1957), deutscher Theologe
- Fischer, Ludwig (1902–1950), deutscher römisch-katholischer Ordensmann, Missionar und Märtyrer
- Fischer, Ludwig (1905–1947), deutscher Politiker (NSDAP), MdRLudwig Fischer (1905–1947)

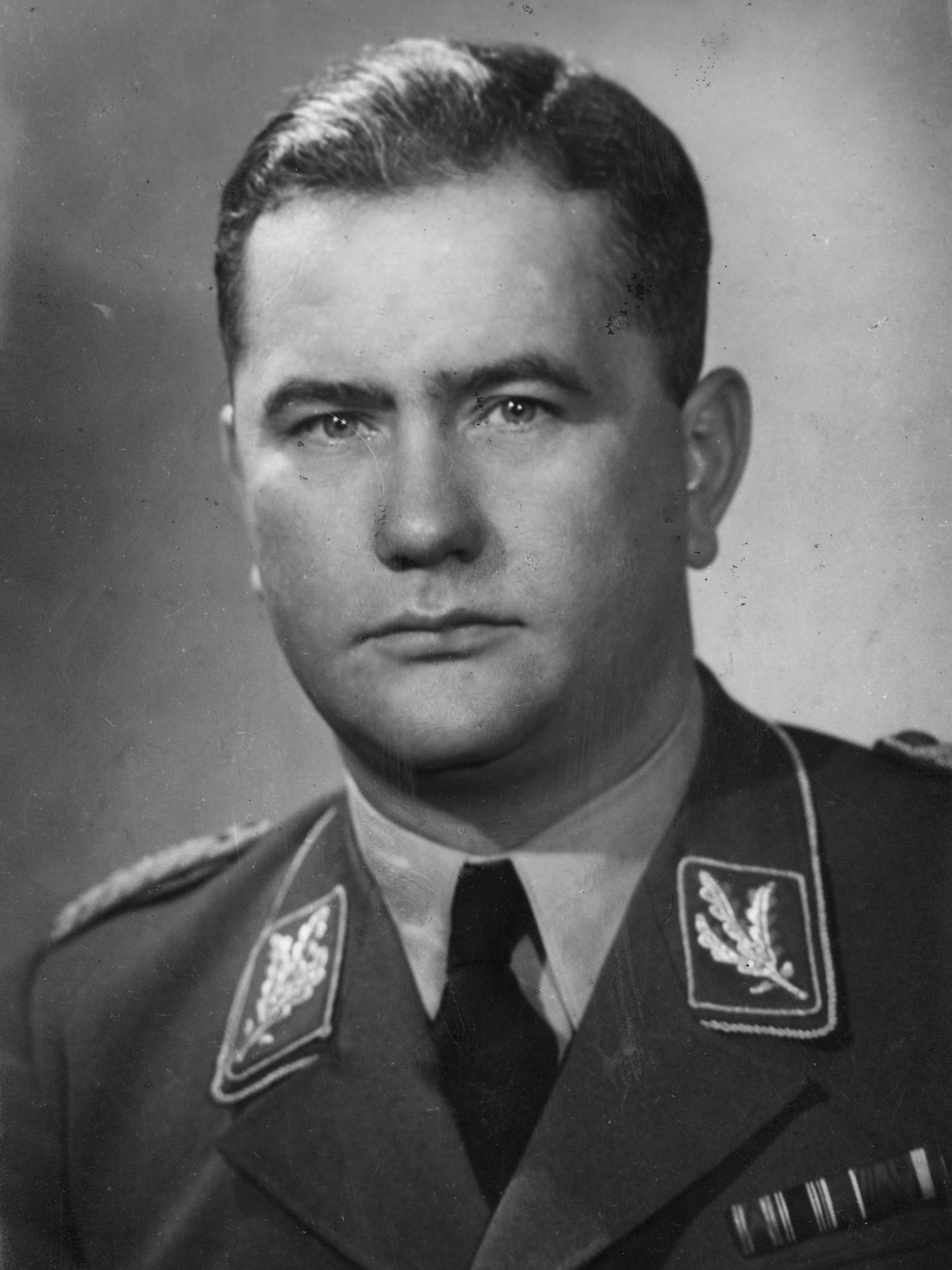
Ludwig Fischer (1905–1947)

- Fischer, Ludwig (1915–1991), deutscher Automobilrennfahrer
- Fischer, Ludwig (* 1939), deutscher Germanist und Philosoph, Professor für Neuere deutsche Literatur an der Universität Hamburg
- Fischer, Ludwig Eberhard (1695–1773), deutscher lutherischer Geistlicher, Theologe, Kirchenlieddichter und Politiker
- Fischer, Ludwig Friedrich (1750–1837), württembergischer Oberamtmann
- Fischer, Ludwig Hans (1848–1915), österreichischer Landschaftsmaler, Grafiker, Archäologe und Ethnologe
- Fischer, Ludwig Vinzenz (1845–1890), österreichischer Autor, Novellist und Übersetzer
- Fischer, Ludwig von (1805–1884), Schweizer Politiker
- Fischer, Ludwig von (1832–1900), deutscher Politiker (LRP), MdR
- Fischer, Ludwig Wilhelm (1817–1890), deutscher Heimatforscher und Landrichter
- Fischer, Lukas (* 1934), deutscher Orgelbauer
- Fischer, Lukas (* 1990), österreichischer Fußballfunktionär
- Fischer, Lutz (1939–2024), deutscher Ökonom und emeritierter Hochschullehrer (Universität Hamburg)
- Fischer, Lutz (* 1960), deutscher Fußballspieler
- Fischer, Lutz (* 1967), schweizerischer Politiker (EVP), Grossrat im Kanton Aargau

### Fischer, Ly
- Fischer, Lydia (* 1949), deutsche Politikerin (CDU), MdHB